# Phasia minuta
Phasia minuta là một loài ruồi trong họ Tachinidae.